# Makresh Rocks
Die Makresh Rocks (englisch; bulgarisch скали Макреш skali Makresch) sind eine Gruppe von Klippen vor der Nordostküste von Robert Island im Archipel der Südlichen Shetlandinseln. Sie erstrecken sich 1,8 km nordöstlich von Treklyano Island in westsüdwest-ostnordöstlicher Ausrichtung über eine Länge von 600 m und in nordwest-südöstlicher Ausdehnung über eine Breite von 270 m.
Bulgarische Wissenschaftler kartierten sie 2008. Die bulgarische Kommission für Antarktische Geographische Namen benannte sie im selben Jahr nach der Ortschaft Makresch im Nordwesten Bulgariens.